# L'Île-Rousse
L'Île-Rousse (corso: Isula Rossa) é uma comuna francesa na região administrativa de Córsega, no departamento da Alta Córsega. Estende-se por uma área de 2,5 km². 

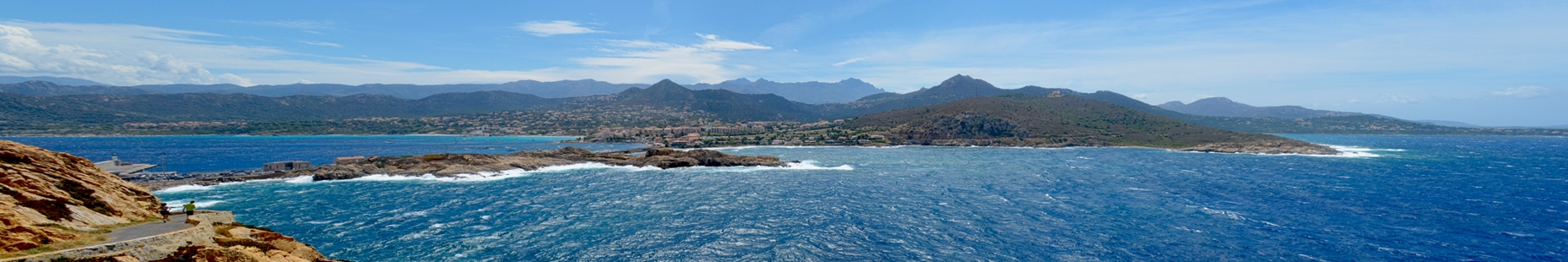
Vista panoramica